# Marthe Vermeir
Marthe Vermeir is een personage uit de Vlaamse televisieserie Familie. De rol werd vertolkt door Chris Deleu.

## Overzicht
Marthe Vermeir is de moeder van Brenda Vermeir en de oma van Hannah en Jelle Van den Bossche. Brenda en haar man Bart leiden een druk gezinsleven. Ze roepen de hulp van Brenda's moeder Marthe in. Deze zorgt voor de kinderen en doet het huishouden. Marthe wordt een jaartje ouder en Bart en Brenda zien dat het niet meer gaat als vroeger. Ze nemen dan ook een tijdje een andere huishoudster aan. Wanneer Bart zijn ontslag geeft bij VDB Electronics, wordt hij huisvader. Marthe verdween aldus uit de serie, maar kwam nog één keer terug in beeld, op de begrafenis van haar dochter Brenda.